# The Lonely Island
The Lonely Island — американское комедийное трио, образованное в Беркли, Калифорния, в 2001 году, в состав которого входят Акива Шаффер, Энди Сэмберг и Йорма Такконе.
Группа написала, срежиссировала и снялась в двух полнометражных фильмах: «Лихач» (2007) и «Поп-звезда: не переставай, не останавливайся» (2016).

## История

### Формирование и ранние годы (1990–2004)
The Lonely Island встретились в средней школе Уилларда в Беркли, Калифорния, в 90-х годах. Шаффер и Такконе познакомились на уроках испанского языка в седьмом классе, а позже к ним присоединился Сэмберг, который учился в классе на год их младше. После окончания школы у каждого были планы заняться искусством, но они разошлись, поступив в разные колледжи. Такконе учился в Калифорнийском университете в Лос-Анджелесе, где изучал театр, в то время как Шаффер и Сэмберг оба посещали Калифорнийский университет в Санта-Крузе, где изучали кино. На втором курсе Сэмберг перешёл в Школу искусств Тиш (учебное заведение в составе Нью-Йоркского университета), а сами они всё это время продолжали общаться по телефону.

## Дискография
- Incredibad (2009)
- Turtleneck & Chain (2011)
- The Wack Album (2013)
- Popstar: Never Stop Never Stopping (2016)

## Фильмография

### Кино
| 2007 | Лихач                                        | Да  | Да  | Да  | Да  |
| 2008 | Экстремальное кино                           | Нет | Нет | Да  | Нет |
| 2010 | Супер Макгрубер                              | Да  | Да  | Да  | Нет |
| 2012 | Дружинники                                   | Да  | Нет | Нет | Да  |
| 2014 | Соседи. На тропе войны                       | Нет | Нет | Нет | Да  |
| 2016 | Поп-звезда: не переставай, не останавливайся | Да  | Да  | Да  | Да  |
| 2017 | Медведь Бригсби                              | Нет | Да  | Нет | Да  |

### Телевидение
| 2005       | Awesometown                               | Да  | Да  | Да  | Да  |
| 2005       | 2005 MTV Movie Awards                     | Нет | Нет | Да  | Нет |
| 2005–12    | Субботним вечером в прямом эфире          | Да  | Нет | Да  | Да  |
| 2009       | Клёвое Шоу Тима и Эрика, Отличная Работа! | Нет | Нет | Нет | Да  |
| 2014, 2016 | Пиф-паф комедия                           | Нет | Нет | Нет | Да  |
| 2016       | Party Over Here                           | Нет | Да  | Да  | Нет |